# Angeli in blue jeans
Angeli in Blue Jeans è un album di Alberto Camerini pubblicato nel 1986 e prodotto dal cantautore italo-brasiliano in compagnia di Roberto Colombo.
Nel 1990 l’album fu ristampato in versione vinile, cassetta e CD da parte della Sony Music.

## Tracce
1. Va bene così – 3:27
2. Angelo in Blue Jeans – 4:03
3. Cuori senza rima – 3:57
4. Monnalisa – 4:05
5. C'è una chitarra – 3:39
6. Romeo – 3:36
7. Storie così – 3:26
8. Ti voglio – 3:06
9. Bettina – 1:09

## Formazione
- Alberto Camerini - voce, chitarre
- Roberto Colombo - tastiere
- Flaviano Cuffari - batteria
- Guido Guglielminetti - basso (tracce 1, 3, 5, 7)
- Paolo Costa - basso (tracce 2, 8)
- Paolo Donnarumma - basso (traccia 6)